# Graafschap Portugal
Het graafschap Portucale (868 – 1139, in het Portugees: Condado Portucalense) was een graafschap dat opdook tijdens de reconquista van het Iberisch Schiereiland door de christenen. Van deze naam is de naam Portugal afgeleid. Tijdens de middeleeuwen heette de huidige regio Norte in het noorden van Portugal het graafschap Portucale, ter onderscheiding van het graafschap Galicië. De historische naam voor het hele gebied waar beide graafschappen onder vielen is Galicië, afgeleid van de Romeinse naam Gallaecia. In het huidige gebied van Portugal bestonden gedurende de reconquista twee grondgebieden met de naam graafschap Portucale of graafschap Portugal. In die tijd stond het gebied ook bekend als Portugalia. Het graafschap is opgericht door Vimara Peres in 868, nadat de Moren uit Portucale waren verdreven (huidig Porto). Vanaf het eind van de 10e eeuw begonnen de Portugese graven de titel 'hertog' te gebruiken.
De eerste Portugese provincie scheidde zich af van Gallaecia en had als hoofdstad Porto, maar dankzij de groeiende invloed van de Portugese hertogen, waarvan er één tussen 999 en 1008 regent van het koninkrijk León was geweest, begonnen de Galiciërs het gebied binnen te vallen. Onder leiding van García I van Galicië werd het Portugese gebied opnieuw opgenomen in koninkrijk Galicië in 1071. García benoemde zichzelf tot "koning van Portugal en Galicië". Het graafschap was een vazal van het Koninkrijk León, maar had wel enige autonomie.
In 1096 kwam het Graafschap Portugal opnieuw op, nadat het gebied was geschonken aan Hendrik van Bourgondië door koning Alfons VI van León als dank voor de hulp bij de Reconquista. De dochter van Alfons VI, infant Theresia van León werd uitgehuwelijkt aan Hendrik van Bourgondië. Het gebied werd erfgoed van Theresia. Dit tweede graafschap was groter dan het eerdere en reikte tot aan de gebieden van het oude Graafschap Coimbra, delen van Trás-os-Montes en het bisdom Tui in het zuiden van Galicië. Het gebied werd een graafschap genoemd, maar de leiders gebruikten verschillende titels: comite (graaf), dux (hertog), princeps (prins) en zelfs regina (koningin).

## Stichting van het graafschap
Vimara Peres veroverde in 868 een gebied op de Moren en hiermee ontstond het Graafschap Portugal. Hij organiseerde en bevolkte het hele gebied, dat in die tijd bekendstond als Terra Portugalense (lett. "Portugalees Land") of Portugalia, gebaseerd op het oude dorp Portucale. Op die manier kwam de nieuwe Iberische staat aan haar naam.
Er bestaan ook documenten, die werden gevonden in de provincie Ourense, in Galicië, waarin wordt gesproken over gebieden in Portugal, oftewel, ten zuiden van de rivier de Lima. Deze gebieden zouden behoren tot bisdom Tui, dat tijdens de regeerperiode van Ordoño I werd herbevolkt door christenen.
Slechts tien jaar na de definitieve verovering van het gebied van Portucale werd Coimbra ingenomen en tot onafhankelijk graafschap uitgeroepen door Hermenegildo Guterres in 878. Dankzij deze 'bufferstaat' kon er in het gebied tussen de Douro en de Miño – het gebied van Portucale – vrede ontstaat, hoewel er wel regelmatig Normandiërs binnenvielen. De expedities van al-Mansur, tegen het einde van de 9e eeuw brachten het Graafschap Coimbra tot een einde. In de tweede helft van de 11e eeuw werd het Graafschap Coimbra opnieuw gesticht, dat nu ook de gebieden rond Lamego, Viseu en Feira omvatte, nadat de stad Coimbra in 1064 definitief werd ingenomen door Sesnando Davides. Het graafschap zou later worden opgenomen in het Graafschap Portugal.
In 1065 maakten het graafschap Portugal en Galicië deel uit van het grondgebied dat door Ferdinand I werd doorgegeven aan zijn jongste zoon García II. García begon de strijd tegen Nuno Mendes, die op dat moment graaf van Portugal was. In 1071 verslaat García Nuno Mendes in de slag bij Pedroso tussen Braga en de rivier de Cávado. García benoemde zichzelf hierna tot "koning van Portugal en Galicië" (Latijn: Garcia Rex Portugalliae et Galleciae). Het Graafschap Portugal kwam hiermee tot een einde, aangezien de erfgenamen van Nuno Mendes grote delen van hun goederen moeten afstaan aan Garcia II.
In 1071 vallen García's broers Alfons VI en Sancho II het koninkrijk Portugal en Galicië binnen. García wordt verbannen. Het jaar daarop wordt Alfons verbannen door Sancho en worden de drie koninkrijken León, Portugal en Galicië en Castilië samengevoegd. Sancho wordt in een document uit 1072 genoemd als koning. Later datzelfde jaar wordt Sancho vermoord en neemt Alfons VI de troon in de drie koninkrijken over.

### Portucale
Het dorp waar de naam van Portugal van is afgeleid was gelegen aan de monding van de rivier de Douro en heette Portus Cale. De Visigotische koning Leovigild en zijn opvolgers sloegen munten waarop het woord Portucale werd afgebeeld. Dit werd omgevormd tot Portugale tussen de 7e en 8e eeuw. De plaatsnaam is een samentrekking van "Porto de Cale" en men denkt dat dit een hybride samenstelling is uit het Latijn (Portus, "haven") en het Grieks (καλός, transl. kalós, "mooi"). De naam betekent dus zoiets als "Mooie Haven". Een andere uitleg is dat de naam afstamt van volkeren die in het gebied rondom Cale woonden vóór de Romeinen – de Gallaeciërs. De naam zou ook kunnen afstammen van naam voor de godin die door de volksstam werd aanbeden en die historisch gezien zou kunnen afstammen van het woord Cailleach ("voorouderlijke godin"), uit Ierland. Een Keltische invasie in Gallaecia zou deze term mee hebben kunnen nemen. Nog een andere theorie stelt dat het woord cale of cala, Keltisch is en "haven", "grot" of "beschutting" betekent. Dit zou erop kunnen duiden dat er al eerder een Keltische haven bestond in dat gebied. Cale zou ook nog kunnen afstammen van Caladunum.
Hoewel het zeker is dat er in de monding van de Douro een dorp bestond tijdens de Romeinse periode, is het niet duidelijk waar het dorp precies lag. In één document wordt er gesproken over Portucale Castrum Antiquum, op de linkeroever en in een ander over Portucale Castrum Novum, op de rechteroever.
Portucale was tijdens de Moorse invasie van het Iberisch Schiereiland al de hoofdstad van het bisdom Portugal, in de provincie Gallaecia, onder de leiding van de bisschop van Braga. Het bisdom overleefde de invasie niet en werd pas na de herovering van Porto in 868 opnieuw ingesteld.

### Graven van Portucale
Alle graven stamden af van Vimara Peres:
| nr: | Naam                                                           |  | Begin periode | Einde periode | Opmerkingen |
| --- | -------------------------------------------------------------- |  | ------------- | ------------- | --- |
| 1   | Vimara Peres                                                   |  | 868           | 873           | |
| 2   | Lucidio Vimaranes                                              |  | 873           | 922           | Zoon van Vímara Peres. |
| 4   | Hermenegildo Gonçalves (echtgenoot van hertogin Mumadona Dias) |  | 926           | 943           | Zoon van Gonçalo Betotes. Na zijn dood regeerde zijn weduwe over het graafschap tot 950.                                                       |
| 5   | Gonçalo Mendes                                                 |  | 950           | 997           | Zoon van Hermenegildo Gonçalves en Mumadona Dias. In 997 benoemt hij zichzelf tot magnus dux portucalensium.                                   |
| 6   | Mendo II Gonçalves                                             |  | 997           | 1008          | Zoon van Gonçalo Mendes. |
| 7   | Alvito Nunes                                                   |  | 1008          | 1016          | Afstammeling van Vímara Peres, regeerde over het graafschap met Tutadona, de weduwe van Graaf Mendo II Gonçalves.                              |
| 8   | Nuno Alvites                                                   |  | 1016          | 1028          | Zoon van Alvito Nunes, regeerde samen met zijn echtgenote, Ilduara Mendes, dochter van graaf Mendo II Gonçalves.                               |
| 9   | Mendo Nunes                                                    |  | 1028          | 1050          | Zoon van Nuno Alvites, regeerde samen met zijn moeder Ilduara Mendes en alleen vanaf 1043.                                                     |
| 10  | Nuno Mendes                                                    |  | 1050          | 1071          | Zoon vanMendo Nunes, de laatste graaf van de familie van Vímara Peres; verslagen door koning García I van Galicië tijdens de slag bij Pedroso. |

## Huis Bourgondië
Alfons VI van León wilde zijn landen weer samenvoegen en, toen García I in 1091 overleed, werd zijn grondgebied doorgegeven aan Raymond van Bourgondië, die was getrouwd met Urraca. Rond die tijd waren de Almoraviden actief in de regio en moesten de legers gemobiliseerd worden om het grondgebied te beschermen. De soldaten in de centrale regio werden aangevoerd door Alfons VI zelf, een andere groep door El Cid in Valencia. In het westen werden de soldaten aangevoerd door Raimundo, die er niet in slaagde de grens bij de Taag te verdedigen. Lissabon werd veroverd door de koning van de Taifa Badajoz en de Almoraviden stonden op het punt Santarém te veroveren. Sommige historici denken dat dit de belangrijkste reden is geweest voor Alfons VI om de verdediging in het westen verder op te voeren. Om dit te doen werd het grondgebied dat was toegewezen aan Raymond opgedeeld in tweeën en werd het kwetsbaarste gedeelte aan Hendrik van Bourgondië overgedragen.
Graaf Hendrik, gesteund door de Orde van Cluny, nam actief deel aan de politiek in het koninkrijk en kreeg zo ook de steun van het hof. Hij streefde naar volledige onafhankelijkheid.
Graaf Hendrik stelde een "foral", een officieel document waarin een raad wordt opgesteld en stichtte nieuwe steden in verschillende gebieden, waaronder Guimarães, waar een dorp voor de burgerij werd gesticht.
Graaf Hendrik ging in Guimarães wonen, in privépaleizen, in de burcht die daar een eeuw eerder was gebouwd. Na het overlijden van Hendrik in 1112, neemt Theresia van León de regering over het graafschap op zich terwijl hun zoon Afonso Henriques nog minderjarig is.
Met de erkenning van paus Paschalis II, roept Theresia zichzelf uit tot koningin tussen 1116–1117, maar de geestelijke gemeenschap en haar intieme relatie met Fernão Peres, een edelman uit Galicië, aan wie ze de districten van Porto en Coimbra gaf, resulteerden in een opstand onder de bevolking en ook haar eigen zoon verzette zich tegen haar.
Op veertienjarige leeftijd (in 1125), benoemt Afons I zichzelf tot ridder – zoals gebruikelijk met koningen. In 1128, vond de Slag bij São Mamede (Guimarães) plaats tussen infant Afonso en zijn moeder. Afonso Henriques verslaat zijn moeder en wordt graaf.
In de strijd tegen de christenen uit León en Castilië en de moslims, boekt Afonso Henriques in 1139 een belangrijke overwinning tegen de Moren in de slag bij Ourique. Hierna roept hij de onafhankelijkheid uit en datzelfde jaar werd het begin van het koninkrijk Portugal en diens eerste dynastie met koning Alfons I (Afonso Henriques).
| nr: | Naam                   |  | Begin periode | Einde periode | Bijna(a)m(en)                      | Opmerkingen |
| --- | ---------------------- |  | ------------- | ------------- | ---------------------------------- | --- |
| 11  | Hendrik van Bourgondië |  | 1096          | 1112          |                                    | Vader van Afonso Henriques. |
| 12  | Theresia van León      |  | 1112          | 1128          |                                    | Regentes terwijl haar zoon minderjarig is (1112–1128). Gebruikt de titel regina (koningin) vanaf 1116. Moeder van Afonso Henriques. |
| 13  | Afonso Henriques       |  | 1128          | 27 juli 1139  | De Veroveraar De Stichter De Grote | Graaf van Portugal, gebruikt de titel princeps (prins). Later eerste koning van Portugal                                            |